# Ergostano
L'ergostano è un triterpene tetraciclico chiamato anche 24S-metilcolestano. Il composto non ha di per sè impieghi specifici nell'industria, tuttavia diversi composti analoghi sono derivabili da piante e animali; i più rilevanti tra questi sono i witanolidi. Esistono forme più semplici di ergostano con caratteristiche simili, ad esempio il campestano (24R-metilcolestano), un ciclopentanoperidrofenantrene. Insieme al colestano e allo stigmastano, l'ergostano viene utilizzato come biomarcatore per individuare i resti di organismi eucarioti primordiali.